# Savva Morozov
Savva Timofeïevitch Morozov, né le 3 (15) février 1862 à Zouïevo dans l'ouïezd de Bogorodsk (aujourd'hui dans l'oblast de Nijni Novgorod) et mort le 13 (26) mai 1905 à Cannes (France), est un industriel et mécène russe.

## Biographie
Savva Morozov naît dans une famille d'industriels vieux-croyants, dont le père, Timofeï Morozov (1823-1889), bourgeois d'honneur héréditaire, développe une fortune considérable grâce à ses usines de coton. Il termine le lycée no 4 de Moscou en 1881 et étudie la physique et la chimie à Moscou, puis à l'université de Cambridge tout en visitant des usines textiles anglaises. En 1886, il est directeur de la manufacture textile Savva Morozov fils et compagnie, dont il est l'un des actionnaires propriétaires. Il est aussi directeur de la brasserie Triokhgorny à Moscou. Morozov fait l'acquisition d'une propriété dans l'Oural en 1890 à Vsevolodo-Vilva, dans le kraï de Perm. Il y entretient une forêt et des mines pour la production de réactifs chimiques indispensables à la fabrication de nouvelles couleurs pour ses manufactures textiles. En plus d'une usine chimique, il ouvre aussi à Vsevolodo-Vilva une usine de métallurgie et une autre près de la rivière Ivak.
En 1905, il fonde une société anonyme réunissant les usines chimiques S.T. Morozov, Krel et Ottmann. C'est un personnage puissant qui est choisi par le comité pour être à la tête de la foire annuelle de Nijni Novgorod, qui fait partie du département moscovite du conseil du commerce et de l'industrie, et de la société d'encouragement pour l'amélioration industrielle.
Morozov n'est pas seulement un homme d'affaires, c'est aussi un mécène. Il fait partie du comité de financement du théâtre d'art de Moscou qui est construit en partie grâce à lui et rassemble une grand collection de tableaux et d'objets.

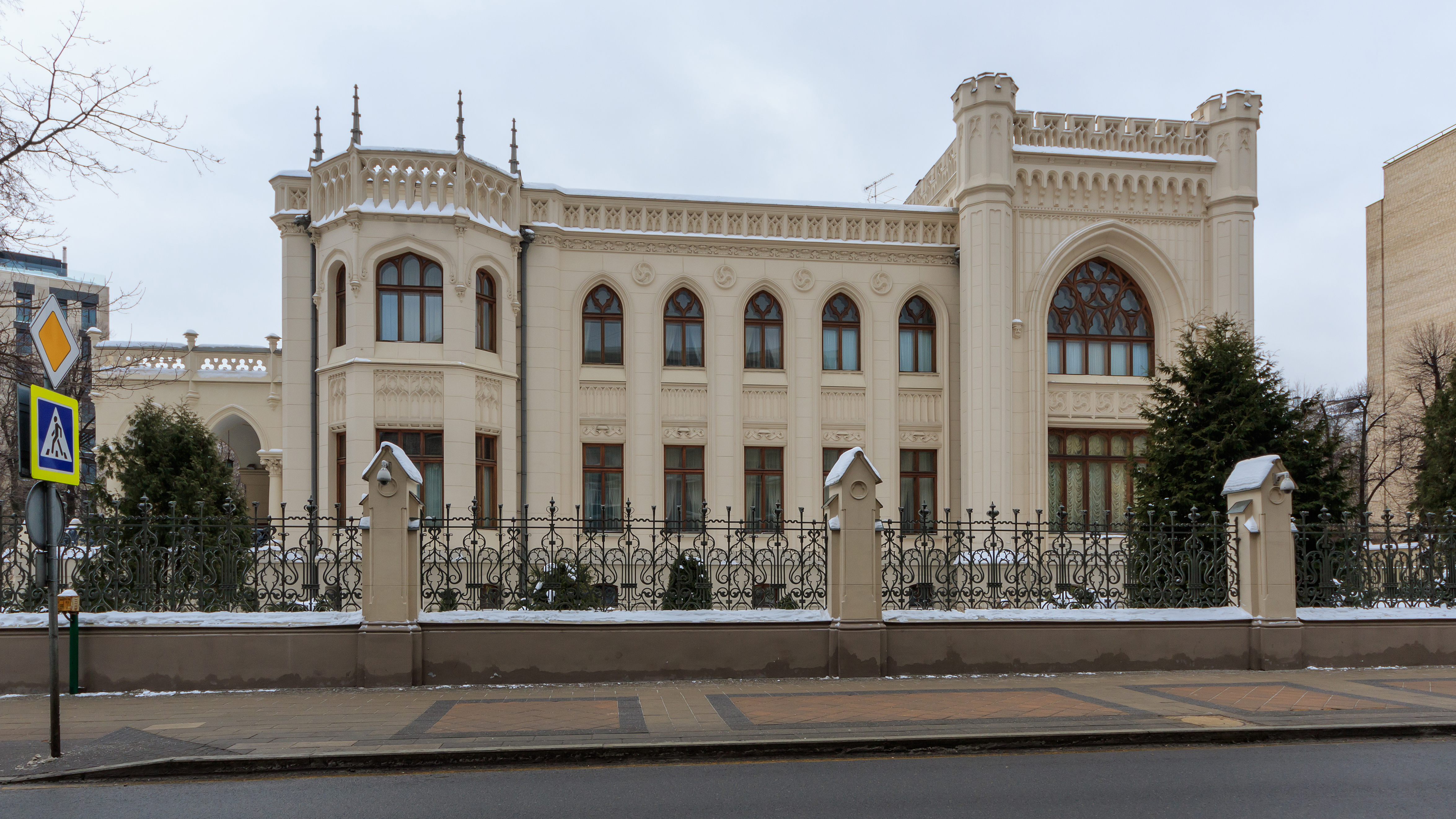
Hôtel particulier de Zinaïda Morozova, 17 rue Spiridonovka à Moscou, construit par Franz Schechtel, qui fut ensuite le siège du Proletkoult.

En politique, Morozov est plutôt libéral, et il lui arrive d'inviter dans son hôtel particulier néogothique de la rue Spiridonovka, au no 17, des représentants de partis constitutionnalistes. Il finance aussi, ce qui est plus surprenant, le journal Iskra (par l'entremise de Maria Andreïeva) et d'autres, qui prendront par la suite une orientation bolchévique. Il est ami de Maxime Gorki et de Leonid Krassine. Au moment de la révolution de 1905, il avertit Serge Witte qu'il est indispensable à la Russie impériale d'avoir une constitution, d'assurer la liberté d'association, de supprimer la censure, de rendre l'enseignement obligatoire et d'exercer un contrôle du budget de l'État. Lorsque ses ouvriers font grève en février 1905, il demande au comité des actionnaires de répondre à leurs revendications, mais sa mère, qui en est à la tête, refuse et le renvoie du comité de direction en mars.
Des bruits courent alors sur une possible dépression de Morozov. Les médecins lui conseillent de se reposer sur la côte d'Azur accompagné de sa femme Zinaïda Morozova (1867-1947). Il meurt à Cannes, quelques jours après son arrivée, sans doute d'un suicide, dans sa chambre de l'hôtel Royal. Il laisse quatre enfants: deux fils (Timofeï et Savva) et deux filles (Maria et Elena).
Il est enterré au cimetière Rogojskoïe de Moscou. Son épouse se marie plus tard avec le général Rheinbott, gradonatchalnik de Moscou.

## Voir aussi

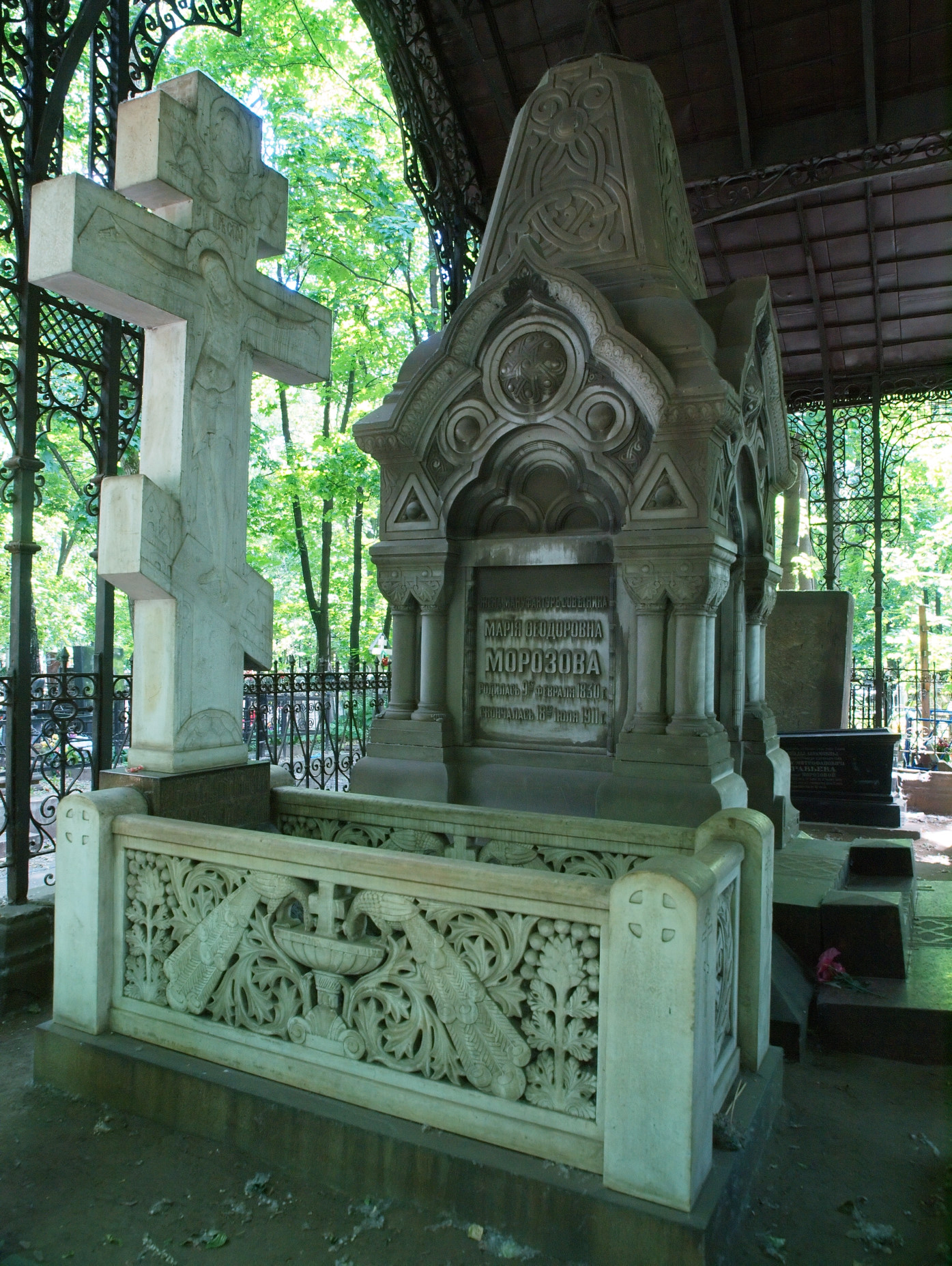
Tombes de Savva Morozov et de la famille Morozov.

## Source
- (ru) Cet article est partiellement ou en totalité issu de l’article de Wikipédia en russe intitulé « Морозов, Савва Тимофеевич » (voir la liste des auteurs).